# Igelkottstaggsvamp
Igelkottstaggsvamp (Hericium erinaceum) är en svamp med en säregen, taggförsedd vit till gulvit fruktkropp som växer på ek och bok.
Fruktkroppen uppträder under hösten och är huvud- eller hjärtformad. Den kan bli mellan 10 och 20 centimeter bred och de nedåthängande taggarna kan bli 3 till 5 centimeter långa. Nästan hela fruktkroppen täcks av taggar. Svampen har en mild smak och yngre exemplar är ätliga, men i Europa saknar arten vanligen större matvärde på grund av sin sällsynthet. I Asien kan den saluföras färsk eller torkad.
I Sverige är igelkottstaggsvampen rödlistad som akut hotad.
Arten är fridlyst i Sverige.